# 1143 Odysseus
1143 Odysseus è un asteroide troiano di Giove del campo greco del diametro medio di circa 125,64 km. Scoperto nel 1930, presenta un'orbita caratterizzata da un semiasse maggiore pari a 5,2496746 UA e da un'eccentricità di 0,0892717, inclinata di 3,13762° rispetto all'eclittica.
L'asteroide è dedicato all'eroe acheo Odisseo, conosciuto anche come Ulisse. Allo stesso personaggio della mitologia greca è dedicato anche l'asteroide 5254 Ulysses.